# Helena Witkowska
Helena Witkowska (ur. 21 maja 1870 w Kaliszu, zm. 1 listopada 1938 w Krakowie) – historyczka, nauczycielka, twórczyni koncepcji wychowania obywatelskiego i działaczka feministyczna.

## Życie
Urodziła się 21 maja 1870 roku w Kaliszu, jako córka Aleksandra i Stanisławy. Po nagłej śmierci męża i córki wyjechała za granicę do Szwajcarii. Ukończyła w 1897 licencjat z nauk społecznych (licenciee es sciences sociales) na uniwersytecie w Genewie. Po powrocie do kraju przez rok pracowała jako nauczycielka historii w szkole Wiktorii Niedziałkowskiej we Lwowie (1898). Następnie uczyła historii Polski, historii powszechnej i geografii w pierwszym gimnazjum żeńskim w Krakowie (1899–1917). Jednocześnie publikowała popularne zarysy historii Polski i powszechnej a także wypisy szkolne dla potrzeb swoich uczniów, współpracując w tym zakresie w latach 1906–1908 z Marceliną Kulikowską (zob. niżej). Od 1901 członkini i sekretarka wydziału Towarzystwa szkoły gimnazjalnej żeńskiej w Krakowie. Od 1912 do 1919 była nauczycielką i następnie także dyrektorką w szkole koedukacyjnej im. Marii Ramułtowej w Krakowie. W latach 1919–1923 uczyła na państwowych kursach nauczycielskich w Krakowie. Była wykładowczynią historii Polski i nauk obywatelskich na kursach wakacyjnych dla nauczycielstwa ludowego (1915, 1916, 1918, 1919–1922). W latach 1917–1923 nauczycielka nauk obywatelskich w miejskiej szkole gospodarstwa domowego w Krakowie, a następnie w państwowej szkole zawodowej żeńskiej w Krakowie (1923–1938). Od 1922 redagowała wraz Ludomirem Sawickim kwartalnik „Polska współczesna”. W 1928 wzięła udział we wszechświatowym zjeździe Służby społecznej (Service social) w Paryżu. Od 1929 pracowała w Ministerstwie Wyznań Religijnych i Oświecenia Publicznego jako instruktorka wychowania obywatelskiego. Była inspektorką „Nauki Społecznej” w Krakowie. Twórczyni koncepcji wychowania państwowego.
Zmarła na chorobę nowotworową 1 listopada 1938 w Krakowie i została pochowana na Cmentarzu Rakowickim (kwatera XXXVI-płn-16).

## Działalność
Do 1914 działała w krakowskim środowisku emancypantek. Jedna z czołowych działaczek Towarzystwa Uniwersytetu Ludowego im. Adama Mickiewicza w Krakowie (1899–1914).
Podczas I wojny światowej była działaczką krakowskiego koła i członkinią Naczelnego Zarządu Ligi Kobiet Galicji i Śląska (1915–1918). Członkini Lewicowego Koła Kobiet w Krakowie (1916–1917). Od lutego 1917 wraz z Władysławą Weychert-Szymanowską kierowała Wydziałem Oświecenia Narodowego LKGiŚ. Autorka artykułów, a następnie redaktorka naczelna (1918–1919) czasopisma Ligi „Na posterunku”. W ramach akcji samokształceniowej podróżowała do licznych kół Ligi a także Komitetów Narodowych z wykładami z historii Polski.
Po zjeździe zjednoczeniowym lig kobiet Galicji i Królestwa Polskiego w grudniu 1918 członkini Zarządu Naczelnego Ligi Kobiet Polskich. Od 1925 prezeska stowarzyszenia Służba Obywatelska, składającego się z nauczycielek szkół zawodowych żeńskich. Po przewrocie majowym opowiedziała się za sanacją. Od 1928 działaczka Związku Pracy Obywatelskiej Kobiet.
27 listopada 1929 została odznaczona Złotym Krzyżem Zasługi.

## Prace własne
- Pogląd na rozwój dziejowy, (Warszawa 1901) Podlaska Biblioteka Cyfrowa – wersja elektroniczna
- O prawach politycznych kobiet, (Kraków 1903) reedycja 2019 w oprac. Ewy Furgał, Fundacja Przestrzeń Kobiet – wersja elektroniczna
- Komisja edukacji narodowej, (Warszawa 1905) Pedagogiczna Biblioteka Cyfrowa – wersja elektroniczna
- Historia zjednoczenia Włoch, (Warszawa-Lwów-Kraków 1905) Radomska Biblioteka Cyfrowa – wersja elektroniczna
- Udział Galicji w powstaniach polskich, (Kraków 1906)
- [z Marceliną Kulikowską] Z naszych dziejów, (Kraków 1906)
- [z Marceliną Kulikowską] Czytania historyczne, (Warszawa 1907) 1, Epoka piastowska. 1, Wiadomości wstępne Podlaska Biblioteka Cyfrowa – wersja elektroniczna
- [z Marceliną Kulikowską] Czytania historyczne,  (Warszawa 1907)  1, Epoka piastowska. 2, Ważniejsze wypadki i postacie dziejowe od zaprowadzenia chrześcijaństwa do podziału Polski na dzielnice przez Bolesława Krzywoustego (966-1138) Podlaska Biblioteka Cyfrowa – wersja elektroniczna
- [z Marceliną Kulikowską] Czytania historyczne,  (Warszawa 1907) 1, Epoka piastowska. 3, Ustrój państwowy i stosunki społeczne w Polsce piastowskiej Podlaska Biblioteka Cyfrowa – wersja elektroniczna
- [z Marceliną Kulikowską] Czytania historyczne,  (Warszawa 1907)  1, Epoka piastowska. 4, Ważniejsze wypadki i postacie dziejowe od podziału Polski na dzielnice do śmierci Kazimierza Wielkiego (1138-1370) Podlaska Biblioteka Cyfrowa – wersja elektroniczna
- [z Marceliną Kulikowską]Czytania historyczne,  (Warszawa 1907) 1, Epoka piastowska.5, Kultura w epoce piastowskiej Podlaska Biblioteka Cyfrowa – wersja elektroniczna
- [z Marceliną Kulikowską] Czytania historyczne,  (Warszawa 1907) 2, Epoka jagiellońska. 1, Unie i inkorporacje, Podlaska Biblioteka Cyfrowa – wersja elektroniczna
- [z Marceliną Kulikowską] Czytania historyczne,  (Warszawa 1907) 2 Epoka Jagiellońska, 3, Sprawy religijne. Husytyzm i Reformacja, Podlaska Biblioteka Cyfrowa – wersja elektroniczna
- [z Marceliną Kulikowską] Czytania historyczne, (Warszawa 1908)  2 Epoka Jagiellońska, 2, Charakterystyki panujących w Polsce między r. 1370 a 1572, Podlaska Biblioteka Cyfrowa – wersja elektroniczna
- [z Marceliną Kulikowską] Czytania historyczne,  (Warszawa 1908) Sprawy zagraniczne, wojny, zjazdy, stosunki z sąsiednimi państwami, Podlaska Biblioteka Cyfrowa – wersja elektroniczna
- [z Marceliną Kulikowską] Czytania historyczne,  (Warszawa 1908) Tworzenie się Rzeczypospolitej szlacheckiej i walka o jej naprawę, Podlaska Biblioteka Cyfrowa – wersja elektroniczna
- Czytania historyczne,  (Warszawa 1908) 3, Czasy królów elekcyjnych, z. 1 : Charakterystyki panujących w Polsce od 1573 do 1795, Podlaska Biblioteka Cyfrowa – wersja elektroniczna
- Z dziejów ludzkości (Warszawa 1911)
- Dzieje ustroju Polski w zarysie (Warszawa 1913) Wielkopolska Biblioteka Cyfrowa – wersja elektroniczna
- Dni chwały, dni klęski. Obrazy z dziejów ojczystych (Kraków-Warszawa 1913)
- Tadeusz Kościuszko, (Kraków 1915) Śląska Biblioteka Cyfrowa – wersja elektroniczna
- Stosunki społeczne w Polsce niepodległej. Wyjątki z dzieł historyków (Warszawa 1916) Podlaska Biblioteka Cyfrowa – wersja elektroniczna
- Kultura w Polsce niepodległej, wyjątki z dziel historyków polskich, (Warszawa 1917)
- [z Wandą Krzyżanowską] Kozaczyzna. Wyjątki z dzieł historyków polskich (Warszawa 1918) Biblioteka Cyfrowa UMCS – wersja elektroniczna
- [z Wandą Krzyżanowską] Życiorysy znakomitych Polaków z czasów porozbiorowych, (Warszawa 1918)
- Nauka obywatelstwa, podręcznik dla seminariów nauczycielskich, szkól zawodowych i uniwersytetów powszechnych, (Warszawa 1919)
- [wraz z Ludomirem Sawickim] Nauka o Polsce współczesnej. Podręcznik dla VII stopnia szkoły powszechnej (Warszawa 1920)
- Elementarz obywatelski (Warszawa 1920)
- Unie, federacje, braterstwo narodów (Warszawa 1921)
- Obywatel, (Warszawa 1922)
- Kultura polska. Wyjątki z dzieł historyków polskich (Warszawa 1922)
- [z Wandą Krzyżanowską] Wodzowie narodu wyjątki z dziel historyków, (Warszawa 1923)
- Nauka obywatelstwa w żeńskich szkołach zawodowych, (Kraków 1929)
- [wraz Ludwiką Dobrzyńską-Rybicką] Obywatelstwo jako podstawa życia zbiorowego w odrodzonej Polsce (Poznań 1931)